# خوان كارلوس كارديناس
خوان كارلوس كارديناس (بالإسبانية: Juan Carlos Cárdenas)‏ (25 يوليو 1945 بسانتياغو ديل استيرو في الأرجنتين - 30 مارس 2022) هو مدرب كرة قدم ولاعب كرة قدم أرجنتيني في مركز الهجوم. شارك مع منتخب الأرجنتين لكرة القدم. أما مع النوادي، فقد لعب مع أمريكا دي كالي وأوليمبو ونادي بويبلا ونادي راسينغ ونويفا شيكاجو وتيبورونيس روخوس دي فيراكروز.

## وصلات خارجية
- خوان كارلوس كارديناس على موقع الاتحاد الأوربي (الإنجليزية)
- خوان كارلوس كارديناس على موقع قاعدة بيانات كرة القدم.إي يو (الإنجليزية)
- خوان كارلوس كارديناس على موقع ناشيونال فوتبول تيمز (الإنجليزية)